# Gertrud Arndt
Gertrud Hantschk Arndt (Ratibor, 20 settembre 1903 – Darmstadt, 10 luglio 2000) è stata una fotografa e designer tedesca.
Insieme a Marianne Brandt, Benita Koch-Otte, Marguerite Friedlaender-Wildenhain, Gunta Stölzl, Anni Albers e Lou Scheper-Berkenkamp è stata una delle artiste del Bauhaus di maggior talento, per quanto la sua opera sia stata riscoperta e rivalutata solo a partire dagli anni '80. Nel Bauhaus fu famosa per il suo design astratto di tappeti.

## Biografia
Ad appena 15 anni Gertrud esprime il desiderio di studiare architettura, scelta molto inusuale per una donna di quell'epoca. Inizia comunque a lavorare come apprendista a 16 anni presso uno studio di architettura di Erfurt, nel 1919. Qui riceve il suggerimento di impratichirsi con la macchina fotografica per documentare le costruzioni della città e si avvicina così alla fotografia.
Come molti altri designer dell'epoca visita la mostra Bauhaus a Weimar nel 1923 e ne resta molto colpita: grazie a una borsa di studio Gertrud si iscrive al Bauhaus nell'inverno di quello stesso anno.
La sua aspirazione è studiare architettura, ma scopre che il Bauhaus non ha ancora un dipartimento dedicato. Come tutte le studentesse che entrano alla scuola, viene quindi indirizzata a uno dei dipartimenti ritenuti appropriati per le donne: tessitura, ceramica o rilegatura di libri.
Va ricordato come l'atteggiamento del Bauhaus verso le donne e verso le possibilità a loro offerte non fosse realmente paritario. Pur essendo stato fondato su presupposti molto più progressisti della mentalità dominante dell'epoca, pur avendo corsi in classi miste, manteneva ancora una distinzione tra studi blasonati, quali design industriale o pittura, e studi percepiti come di minor valore e da donne.
Gertrud sceglie la tessitura, dopo aver completato il Vorkurs, il corso preliminare.
Nel laboratorio di design tessile prende parte a vari progetti dimostrando un notevole creatività e subendo l'influsso di Paul Klee, soprattutto nelle sue ultime opere. Tra questi merita ricordare la tappezzeria commissionata da Thost, ma soprattutto due tappeti. Il primo venne usato da Walter Gropius nel suo ufficio dal 1924 in poi: di quest'opera rimangono solo i disegni di progetto, perché l'originale è sfortunatamente andato perso. Il secondo tappeto venne progettato per l'armatore Eberhard Thost nel 1927 e divenne proprietà degli archivi del Bauhaus nel 1972. Qui viene tuttora custodito per venire esposto nelle mostre.
Le opere mostrano motivi astratti, spettacolarmente gestiti con un forte senso del colore.
Termina i suoi studi con un periodo da apprendista in Glauchau, presso la gilda dei tessitori.
Nonostante il suo talento e la sua preparazione, Gertrud non lavorerà mai più nel settore del design tessile e si dedica, dalla fine della scuola in poi, interamente alla fotografia che ha continuato ad approfondire da sola durante i suoi studi. Nel 1926 compra la sua prima macchina fotografica ed è ancora studentessa nel Bauhaus quando inizia la serie degli autoritratti che la renderà famosa.

## La serieRitratti in maschera
Nel novembre del 1927 sposa un compagno di studi, Alfred Arndt, e si trasferisce con lui a Probstzella in Turingia. Nel 1929 ad Alfred viene offerta una posizione al Bauhaus e la coppia torna quindi a Dessau.
In questi primi anni di matrimonio Gertrud si sposa si dedica soprattutto a supportare la carriera del marito, divenuto Maestro presso l'istituto.
Nel 1930, sostanzialmente presa dalla noia, riprende la sua passione per la fotografia e inizia la serie di autoritratti che la renderà famosa, che lei chiama ritratti in maschera. 
Non ha uno studio fotografico e allestisce la camera oscura in uno dei bagni di casa. Come si apprende dalle descrizioni fatte da Gertrud stessa, il set fotografico è allestito con il minimo necessario e una certa dose di arte del fai-da-te: una sedia senza schienale su cui mettersi in posa, una macchina fotografica posta di fronte a una delle grandi finestre della casa di Dessau, un contrappeso fatto da una pietra per assicurarsi che la macchina non cada dal suo precario cavalletto di legno e un sistema formato da una spazzola, fogli di giornale e un cavo per aggiustare la messa a fuoco dalla sedia e infine far scattare l'otturatore al momento desiderato.
Nelle fotografie di Gertrud sono assenti le caratteristiche tipiche della fotografia Bauhaus del periodo, quali prospettive estreme e particolari dettagliati. 
L'interesse principale di Gertrud è l'autotravestimento. Negli oltre 40 autoritratti della serie compare i pose anche molto diverse, con diversi vestiti e stili di pettinatura e con espressioni del viso che vanno dal severo all'assurdo, dal comico al giocoso. 
Nelle foto interpreta un ruolo, un travestimento, che pure risulta tanto più convincente, quando difficile da identificare in modo univoco: apparentemente sembra avere scelto un dato personaggio, ma ad un'analisi più attenta diversi elementi portano in altre direzioni.
In alcune foto compare insieme alla designer tessile Otti Berger.
Nel 1931 nasce la prima figlia, Alexandra, cui seguirà un bambino di nome Hugo, nel 1937. Nel 1932 la famiglia torna a Probstzella e di lì si sposterà a Darmstadt, dove resteranno a vivere sino alla morte della fotografa.
Gli impegni di famiglia prima e il dramma del Nazismo prima e del dopoguerra poi mettono sostanzialmente fine alla sua carriera.

## La riscoperta
L'opera di Gertrud viene riscoperta e rivalutata a partire dalla fine degli anni '70, quando lei stessa espone le sue opere nel Museo Folkwang a Essen, nel 1979
Oggi viene considerata precorritrice di fotografe come Sophie Calle, Cindy Sherman, Marta Astfalck-Vietz e Claude Cahun e le sue opere, benché sviluppate nel solo arco di 5 anni, sono viste come uno dei migliori esempi di fotografia Bauhaus. Il Bauhaus Archive / Museum of Design in Berlino ha realizzato una mostra su di lei nel gennaio del 2013, analizzando in modo nuovo i legami tra la sua fotografia e il design tessile che aveva caratterizzato la sua opera nei primi anni della sua carriera.